# 도요하마촌 (미에현)
도요하마촌(豊浜村)은 미에현에 와타라이군에 있던 촌이다. 현재의 이세시 북서부에 해당한다.

## 역사
- 1889년 4월 1일 - 정촌제 시행에 의해 와타라이군 도요하마촌이 성립하였다.
- 1943년 12월 1일 - 우지야마다시에 편입해, 동일 도요하마촌은 폐지되었다.

## 교통

### 철도
촌에 철도 노선이 지나지 않았지만, 긴테쓰 야마다선 오마타역이 바로 옆에 위치해 있다. 

## 참고문헌
- 角川日本地名大辞典 24 三重県